# Essex skipper
Thymelicus lineola, en europa se le conoce como Essex skipper y en América del Norte como European skipper, es una especie de mariposa de la familia Hesperiidae.

La envergadura de sus alas es de 2.5 a 2.9 cm, en apariencia es muy similar a la mariposa dorada línea larga (Thymelicus sylvestris). Se pueden distinguir por la parte plana orientada hacia adelante de la punta de la antena: en la Essex skipper es color negro, mientras que en la mariposa dorada línea negra es color naranja o marrón. En los machos, hay una diferencia en la marca de olor. En la Essex skipper es una línea oscura, fina y corta en el ala anterior, paralela al borde del ala; en los machos pequeños esta línea es más marcada y curvada. Esta mariposa se encuentra en gran parte de la región paleártica. Su área de distribución va desde el sur de Escandinavia a través de Europa hasta el norte de África y el este hasta Asia central. Solo se identificó en el Reino Unido en 1889, y su área de distibución se está expandiendo tanto en Inglaterra como en el norte de Europa. En América del Norte, esta mariposa fue introducida accidentamente en 1910 a través de la ciudad de London, Ontario y se ha extendido al sur de Canadá y en varios estados del norte de EUA.En muchas partes del noroeste de los Estados Unidos es la mariposa Hespiriidae más abundante.

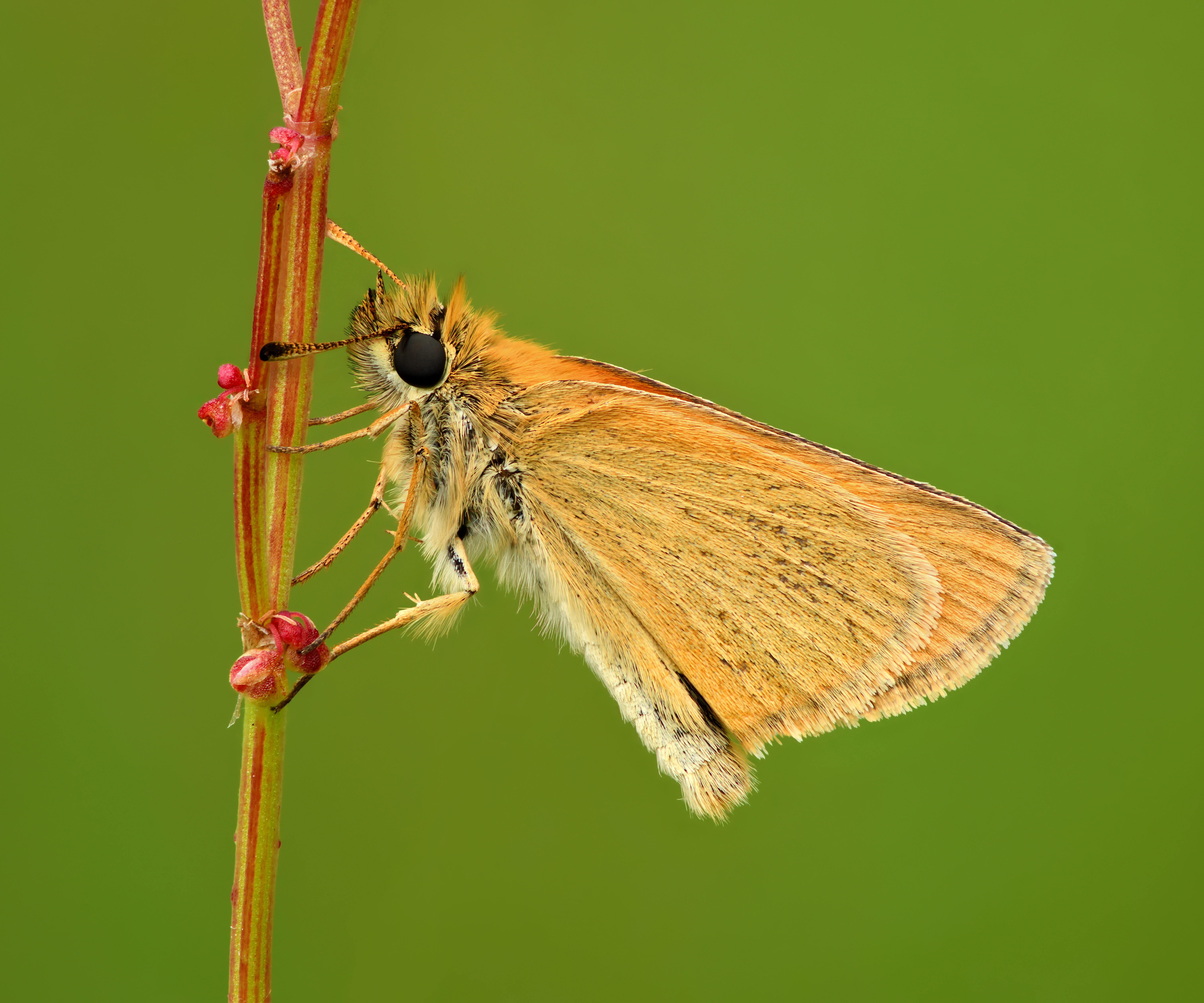
Observar la parte negra de la punta de la antena
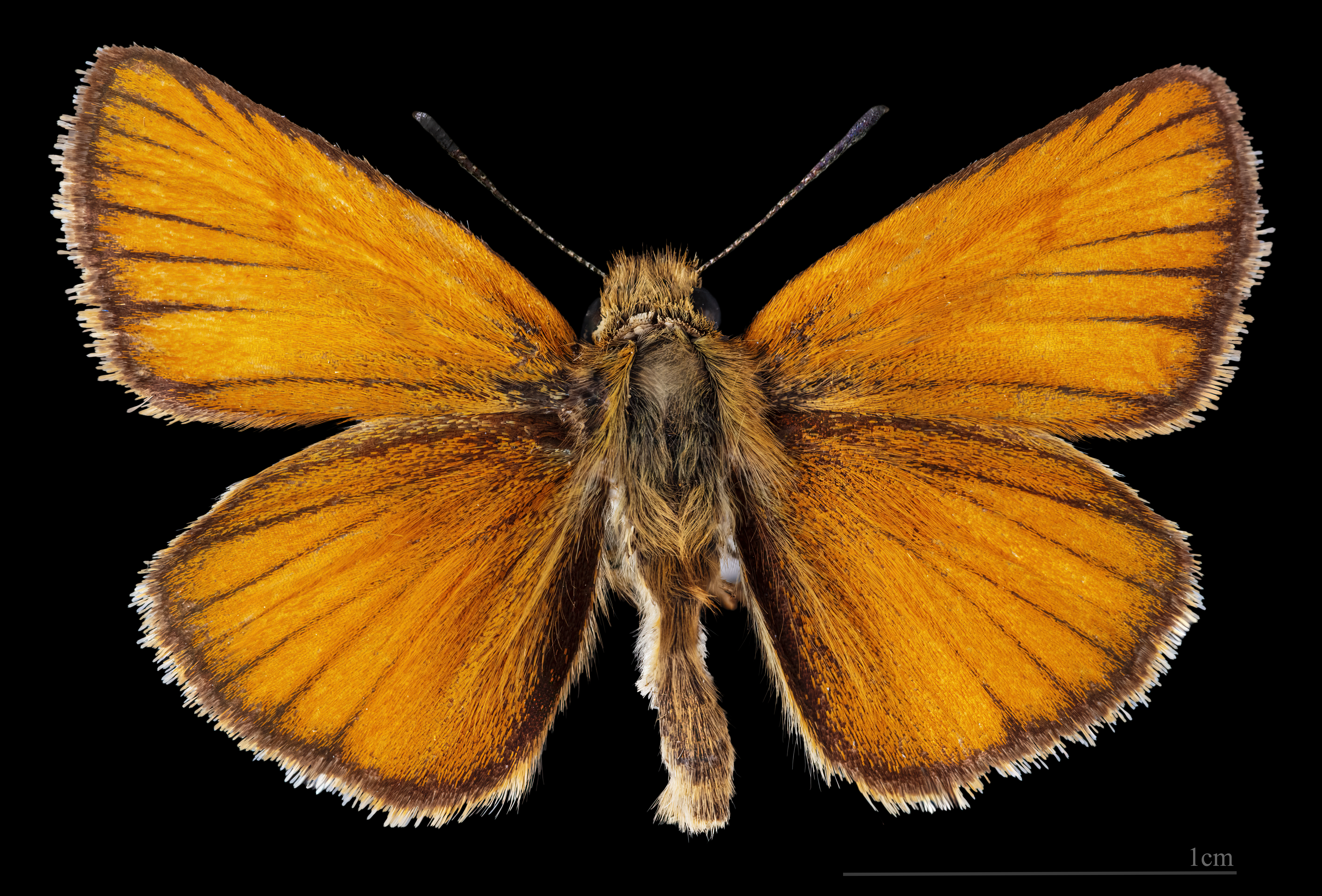
Thymelicus lineola, macho
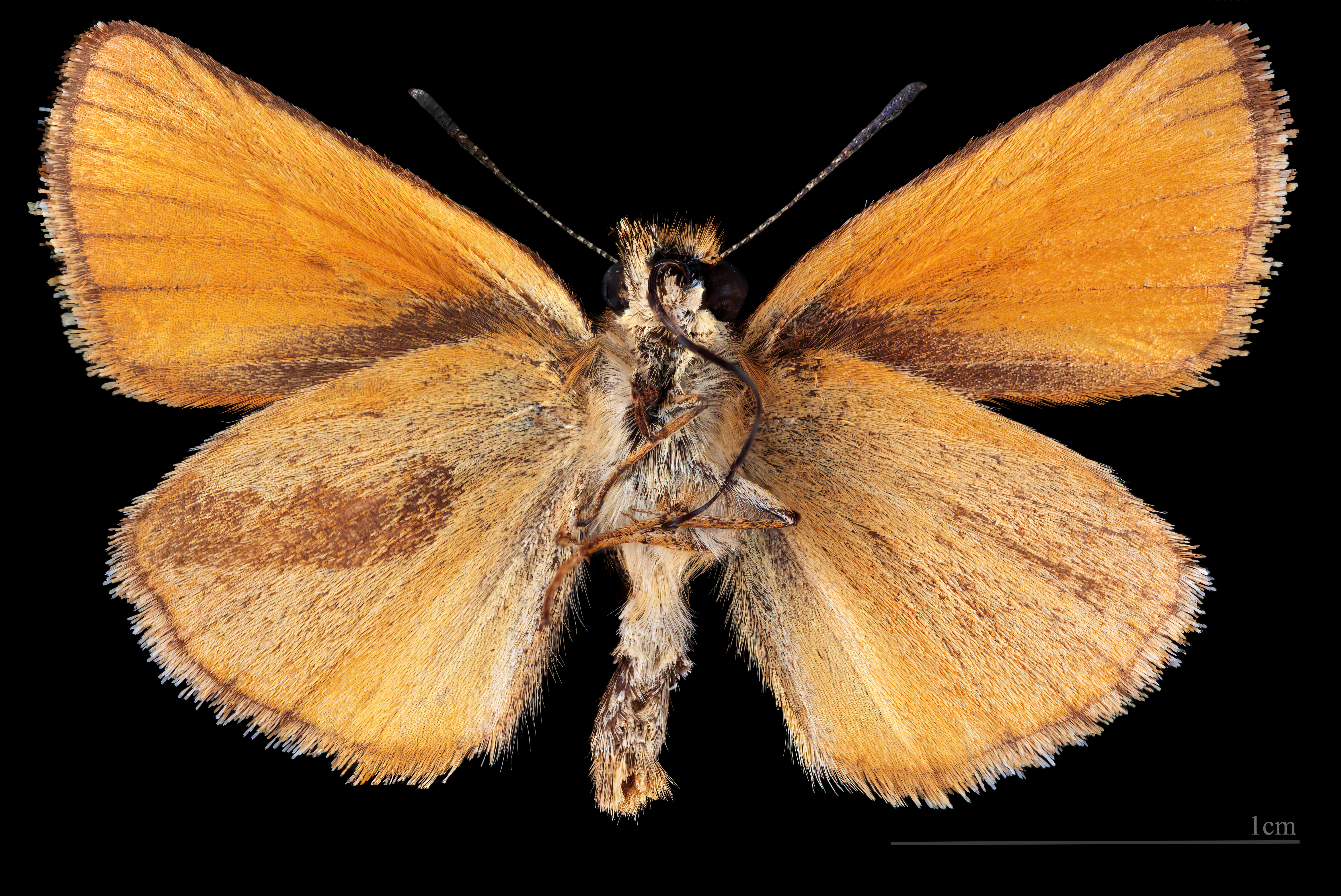
Macho
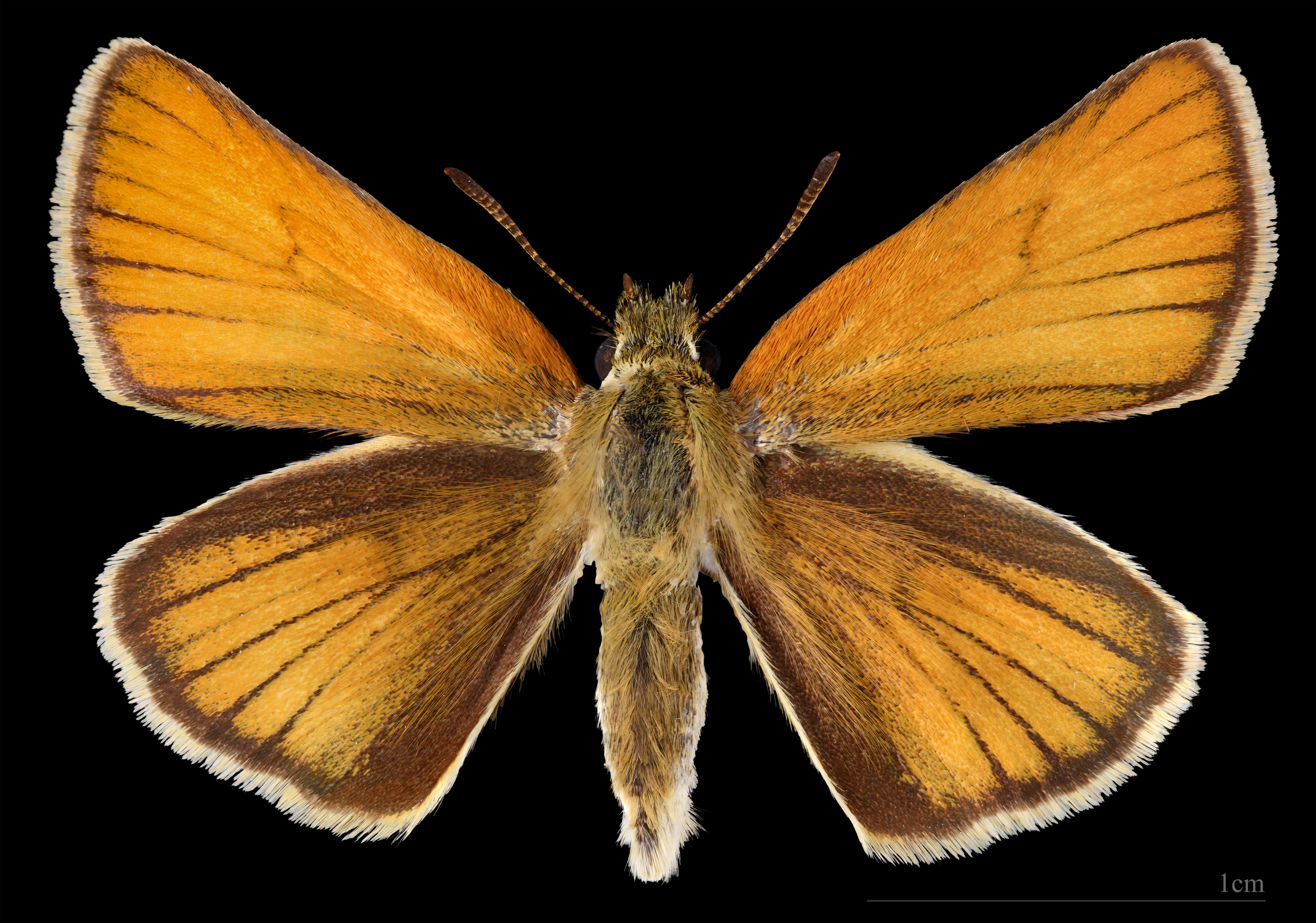
Hembra
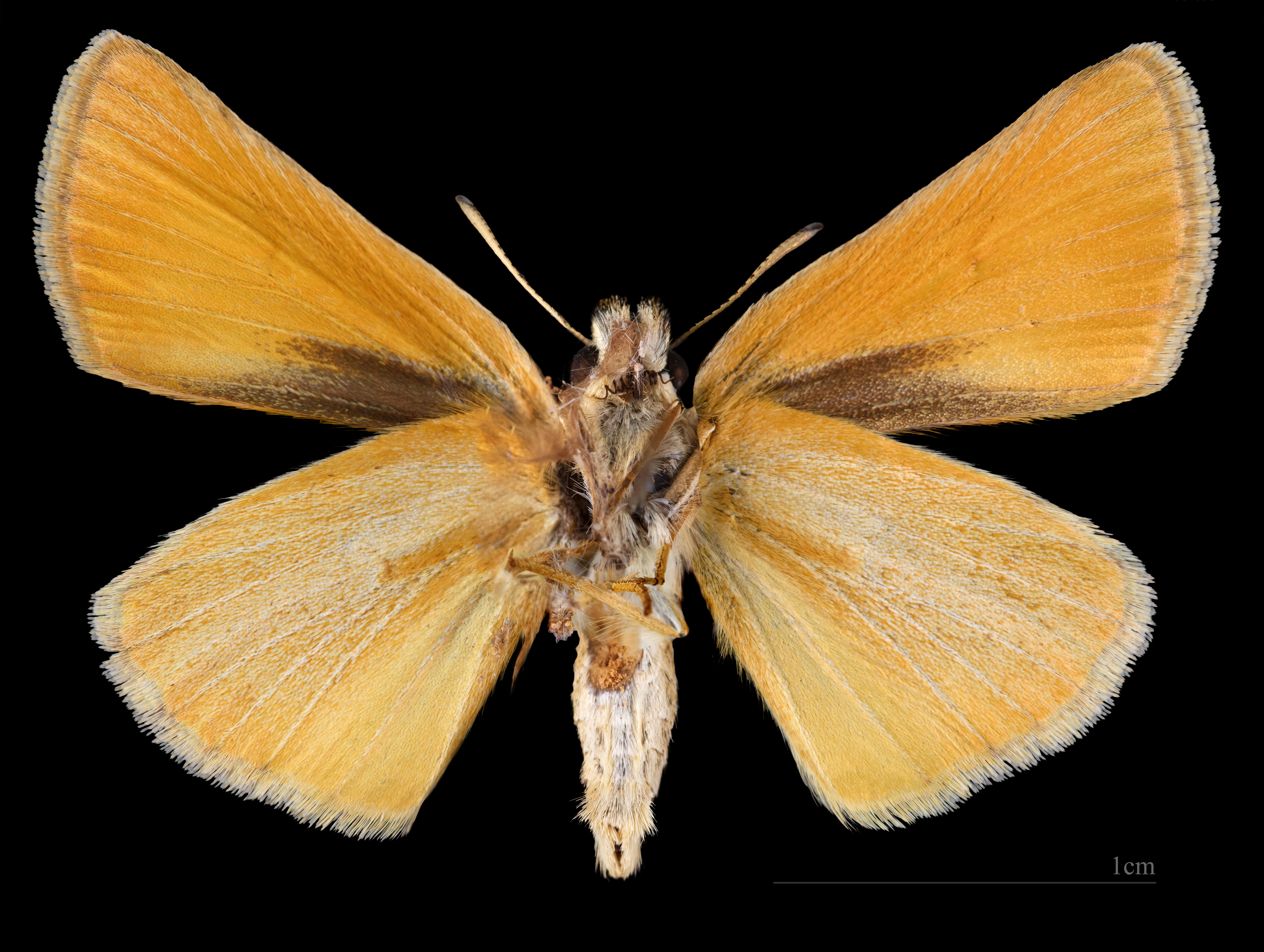
Hembra

## Ciclo de vida
Los huevos los ponen en hileras sobre los tallos de las hierbas, donde permanecen durante el invierno. Tienen una forma ovalada de color amarillo vedoso pálido, aplanados por encima y por debajo, con la parte superior ligeramente hundida. 
La cabeza de la larva es de color marrón pálido con rayas de color marrón más oscuro. Sus crisálidas son alargadas de color verde amarillento y cada una tiene una franja dorsal oscura que se ve en las orugas. 
Las orugas son verdes, con incisiones amarillentas entre sus anillos; cada una con una franja dorsal de color verde más oscuro y líneas laterales amarillas. Las orugas emergen en la primavera y se alimentan hasta junio antes de formar refugios con hojas atadas en seda en la base de la planta hospedante para pupar. Los adultos emprenden el vuelo de julio a agosto. Como la mayoría de las mariposas skippers, son estrictamente diurnas, y rara vez se ven individuos durante la noche.

## Plantas alimenticias
La planta alimenticia favorita de la mariposa Essex skipper es el dáctilo (Dactylis glomerata), y rara vez utiliza la planta alimenticia favorita de la mariposa dorada línea larga, la Holcus lanatus. Otras plantas alimentarias de la mariposa Essex skipper incluyen la hierba suave (Holus mollis), la grama (Elymus repens), la hierba herbácea perenne (Phleum pratense), la cola de zorro (Alopecurus pratensis), el falso bromo (en inglés: false-brome, Brachypodium sylvaticum) y el lastón (Brachypodium pinnatum). 